# جایی به اشتباه
جایی به اشتباه (انگلیسی: Somewhere in Wrong) یک فیلم کمدی آمریکایی است که در سال ۱۹۲۵ منتشر شد. از بازیگران آن می‌توان به استن لورل، مکس اَشر و چارلز کینگ اشاره کرد.